# Robert K. Merton
Robert King Merton (Philadelphia, 4 juli 1910 – New York, 23 februari 2003), geboren als Meyer R. Schkolnick, was een Amerikaanse socioloog, die onder meer bekend is omdat hij de termen "rolmodel" en "self fulfilling prophecy" heeft bedacht. Merton heeft ook vele bijdragen geleverd aan de wetenschapssociologie en is de bedenker van de CUDOS-norm, waarmee wordt aangegeven hoe wetenschap beoefend moet worden. Verder heeft hij een anomietheorie ontwikkeld die afwijkend gedrag tracht te verklaren. Merton schreef ook over de theorie van middelbare reikwijdte en de relatievedeprivatietheorie.

## Biografie
Merton was de zoon van arme joodse migranten en groeide op in een achterbuurt van Philadelphia. Zijn ouders hadden een kleine kruidenierszaak. Zijn moeder moedigde hem echter aan zich intellectueel te ontwikkelen en als kind en jongeling trof men hem bijgevolg vaak aan in bibliotheken en het kunstmuseum.
Als tiener goochelde hij om wat geld bij te verdienen. Hij veranderde voor die gelegenheid zijn naam in Robert King Merlin. Later maakte hij hier op advies van anderen Merton van. Onder deze  naam zou hij later zijn werken publiceren.
Met een studiebeurs kon Merton gaan studeren aan de universiteit van Philadelphia. In 1936 zou hij zijn doctoraatstitel behalen aan Harvard, met een proefschrift over de rol van het protestantisme in de wetenschappelijke revolutie. Van 1939 tot 1941 was hij verbonden aan de Tulane University in New Orleans. In 1941 kreeg hij een aanstelling aan Columbia-universiteit (New York) waar hij in 1947 hoogleraar werd.
Merton trouwde in 1934 met Suzanne Carhart. Ze kregen twee dochters en een zoon. De laatste, Robert C. Merton, werd in 1997 de Nobelprijs voor Economie toegekend voor zijn werk op het gebied van opties. Merton scheidde van Carhart in 1968. Hij hertrouwde in 1993 met collega sociologe Harriet Zuckerman.

## Manifeste en latente functies
Merton maakt in zijn werk Social Theory and Social Structure onder andere het onderscheid tussen manifeste en latente functies. Hij is ervan overtuigd dat sociologen – bij het bestuderen van sociale fenomenen – in sterke mate rekening moeten houden met latente functies. Dit zijn functies die "verborgen" zijn, ze schuilen onder het oppervlak van wat onmiddellijk waarneembaar is. Manifeste functies zijn functies die wel aan de oppervlakte en zichtbaar zijn.
Merton geeft het voorbeeld van de regendans. De manifeste functie, studieobject van andere wetenschappen dan de sociologie, hiervan is het opwekken van regen. Aangezien feitelijk vast te stellen is dat de regendans hier niet voor zorgt, moet de socioloog zoeken naar een verborgen functie (latent). Voor de regendans zou dat de bevordering van sociale cohesie in tijden van sociale crisis (in casu "droogte") zijn.

## Disfuncties
Mertons nam het AGIL-schema, opgesteld door functionalist Talcott Parsons, op de korrel. Dit schema probeert op functionalistische wijze te verklaren welke functies bepaalde instellingen in een samenleving vervullen. Merton stelt dat de socioloog echter ook de disfuncties in een maatschappij moet onderzoeken, bijvoorbeeld criminaliteit. Een ander voorbeeld is een festival; dat kan voor disfuncties kan zorgen zoals bijvoorbeeld verkeersproblemen of zeer veel afval. De disfuncties van bureaucratie zijn onder andere overrationaliteit, inefficiëntie en onpersoonlijkheid. Disfuncties kunnen zowel latent als manifest zijn.

## Wetenschapssociologie
Merton geldt als een van de grondleggers en voornaamste vertegenwoordigers van de wetenschapssociologie. Zo handelde zijn doctoraathese (1936) over de rol van het protestantisme in het tot stand komen van de wetenschappelijke revolutie. Naar analogie met Webers stelling dat het protestantisme bepaalde kenmerken had die de opkomst van het kapitalisme bevorderde, lanceerde Merton de stelling dat iets gelijkaardigs ook voor de opkomst van de moderne wetenschap opging. In dat proces speelden volgens Merton opvallend veel protestantse landen en personen een rol. Dit is later bekend geworden als de Mertonthese.
In een essay in 1942 beschreef hij ook een reeks normen die volgens hem aan het werk waren in het instituut wetenschap, de zogenaamde CUDOS-normen. Dit acroniem verwijst naar vier idealen die volgens Merton onderschreven worden door wetenschappers:
- Communism (later ook communalism): uitvindingen worden gedeeld en intellectueel eigendom moet opgegeven worden in ruil voor erkenning.
- Universalism: wetenschappelijke stellingen moeten beoordeeld worden via universele en onpersoonlijke criteria, zonder dat ras, klasse, geslacht, religie of nationaliteit een rol mag spelen.
- Disinterestedness: wetenschappers worden beloond om zich te gedragen op manieren die naar buiten toe als onbaatzuchtig worden gezien.
- Organized skepticism: alle wetenschappelijke ideeën moeten onderworpen worden aan strenge toetsing door de wetenschappelijke gemeenschap.

Daarnaast introduceerde Merton verscheidene andere ideeën, hypotheses en concepten in de wetenschapssociologie. Een voorbeeld is het concept Obliteration by incorporation (uitwissing door inlijving), verwijzend naar het feit dat een concept zo populair kan worden dat de naam van de bedenker ervan vergeten wordt. Daarnaast schreef hij over het fenomeen van gelijktijdige ontdekkingen en uitvindingen, het mattheuseffect in wetenschap. Een aantal van deze fenomenen bestudeerde hij samen met zijn collega en latere vrouw Harriet Zuckerman, wier naam echter vaak in die context wordt vergeten. Ze zou getroffen zijn door het matilda-effect.
Door zijn werk inspireerde Merton al snel een aantal andere sociologen om wetenschap als sociaal fenomeen te bestuderen. De voornaamste vertegenwoordigers van deze 'Mertoniaanse wetenschapssociologie' zijn Bernard Barber, Joseph Ben-David, Warren O. Hagstrom, Norman W. Storer en Harriet Zuckerman.
Merton is sinds de jaren 1970 ook een vaste bron voor recentere wetenschapssociologen om zich tegen af te zetten. De zogenaamde sociologie van de wetenschappelijke kennis (Sociology of Scientific Knowledge) met auteurs als David Bloor, Michael Mulkay, Barry Barnes en Steve Woolgar beschrijven hun eigen onderzoeksprogramma vaak als in contrast staande met dat van Merton. Terwijl Merton zich volgens hen enkel toelegde op de studie van wetenschappers, hun gedrag en hun instituten, maar de wetenschappelijke kennis zelf buiten beeld hield, gingen deze sociologen zich juist op de sociale constructie van wetenschappelijke kennis toeleggen.

## Publicaties
- "Science, Technology and Society in Seventeenth Century England". Osiris, IV(2), 360–632.
- Social theory and social structure (1949/1957/1968)
- The Sociology of Science (1973)
- Sociological Ambivalence (1976)
- On the Shoulders of Giants: A Shandean Postscript (1985)
- On the Social Structure of Science (1996)
- The Travels and Adventures of Serendipity: A Study in Sociological Semantics and the Sociology of Science (2004)

- Bibsys: 90058259
- Biblioteca Nacional de España: XX894256
- Bibliothèque nationale de France: cb12291576h (data)
- Catàleg d'autoritats de noms i títols de Catalunya: 981058513763706706
- CiNii: DA00189814
- Gemeinsame Normdatei: 118783424
- International Standard Name Identifier: 0000 0003 6862 7910
- Library of Congress Control Number: n81097162
- Nationale Bibliotheek van Letland: 000036520
- Bibliotheek van het Japanse parlement: 00449815
- Nationale Bibliotheek van Tsjechië: jn20010602634
- Nationale bibliotheek van Australië: 35347988
- Nationale Bibliotheek van Israël: 987007265196305171
- Nationale Bibliotheek van Polen: a0000001233803
- Nederlandse Thesaurus van Auteursnamen: 068263406
- Réseau des bibliothèques de Suisse occidentale: 02-A003586519
- Istituto Centrale per il Catalogo Unico: UFIV127711
- LIBRIS: 295399
- SNAC: w6bc482f
- Système universitaire de documentation: 031760570
- Trove: 920774
- Virtual International Authority File: 34521128
- WorldCat: E39PBJghtTkqdqFrPWqMvGD8YP